# Cruckshanksia lithiophila
Cruckshanksia lithiophila är en måreväxtart som beskrevs av Mario Héctor Ricardi Salinas. Cruckshanksia lithiophila ingår i släktet Cruckshanksia och familjen måreväxter. Inga underarter finns listade i Catalogue of Life.